# Генроку
Генроку (元禄) је јапанска ера (ненко) која је настала после Џокјо и пре Хоеи ере. Временски је трајала од септембра 1688. до марта 1704. године и припадала је Едо периоду. Владајући монарх био је цар Хагашијама. Нова ера је настала као би се обележио долазак новог цара Хигашијаме на трон. Име ере изабрано је са дозом оптимизма будући да Генроку у грубом преводу значи "првобитна срећа".
Године ове ере се генерално сматрају златним добом Едо периода. Протеклих сто година мира значајно је утицала на развој Јапана обезбедивши јој економски стабилитет док је уметност и архитектура, заједно са комплетно културом цветала.
Било је неочекиваних последица када је шогунат оспорио квалитет кованог новца као стратегије за „наставак Генроку ере“ изазвавши тако непланирану и изненадну инфлацију. Како не би упали у кризу бакуфу започиње тз. Кјохо реформу.

## Важнији догађаји Генроку ере
- 1688. (Генроку 1, први месец): Ихара Саикаку објављује текст Јапанско вечно благо.
- 1688. (Генроку 1, једанаести месец): Јанагисава Јошијасу добија позицију Соба јонина.
- 1688. (Генроку 1): Токугава шогунат ревидира закон за сахране (Фуку киџу рјо) у који прописује и период туговања.[3]
- 1689. (Генроку 2, четврти месец): Оснива се боравиште за странце у Нагасакију.
- 16. септембар 1689. (Генроку 2, трећи дан седмог месеца): Немачки лекар Енгелберт Кемпфер долази у луку Деџима.[4]
- 1690. (Генроку 3, десети месец): Проглашена је забрана напуштене деце.
- 1692. (Генроку 5): Забрањена је изградња храмова у Еду.
- 1693. (Генроку 6, дванаести месец): Араи Хакусеки постаје учитељ даимјоа области Когу који ће у будућности бити познат као шогун Токугава Ијенобу.
- 1693. (Генроку 6): Ревидиран је закон о сахрањивању.[5]
- 1695. (Генроку 8, други месец): Израда геодетског плана у Канто регији која је под директном контролом шогуната.
- 1695. (Генроку 8, осми месец): Почела је израда Генроку кованица. Шогунат је на сваки новчић утиснуо карактер ген (元) који се данас у Кини користи као карактер за јуан.[2]
- 1695. (Генроку 8, једанаести месец): Створено је прво склониште за псе луталице у Еду због чега је Токугава Цунајоши добио надимак "Пасији шогун"

- 1697. (Генроку 10): Израдња четврте мапе Јапана коју израђује математичар Татебе Катахиро (1644–1739) користећи врхове планина као референце за израчунавање размере која износи 1:21600.[6]
- 1697 (Генроку 10): Велики пожар у Еду.[2]
- 1698. (Генроку 11): Још један велико пожар у Еду. Почиње изградња нове хале гради унутар кућишта храма Еда - Канеиџи (позната и као Тоеизан Канеиџи или "Хиеи истока" алудирајући на храм Енрјакуџи на планини Хиеи код Кјота.[2]
- 1700. (Генроку 13, једанаести месец): Установљен је курс за сребрни новац.
- 1703. (Генроку 15, дванаести месец): Инцидент области Ако у којој учествују 47 ронина.

- 1703. (Генроку 16, трећи месец): Оиши Јошио извршава сепуку.
- 1703. (Генроку 16, пети месец): Прво извођење представе Чикамацуа Монзаемона „Самоубиство љубавника у Сонезакију“.
- 31. децембар 1703. (Генроку 16, двадесеттрећи дан једанаестог месеца): Велики Генроку земљотрес погодио је Едо[7] и срушио део шогунове палате.[8] Следећег дана избио је пожар који се проширио градом[2] док су обале Хоншуа биле погођене цунамијем. Несрећама је погођено око 200.000 људи.[8]

## Истакнуте личностиГенрокуере
- Чикамацу Монзаемон — драмски писац за Бунраку позориште
- Ихара Саикаку — писац
- Араи Хакусеки— учењак конфучијанизма и саветник шогуната
- Четрдесет седам ронина
- Огата Корин и Огата Кензан — уметници Ринпа школе (сликари)
- Тори Кијонобу, Хишикава Моронобу, Мијагава Чошун — укијо-е сликари